# Lobus janssensi
Lobus janssensi är en tvåvingeart som beskrevs av Martin 1972. Lobus janssensi ingår i släktet Lobus och familjen rovflugor.
Artens utbredningsområde är Kongo. Inga underarter finns listade i Catalogue of Life.